# Anna Frebel
Anna Luise Frebel (Berlín, 1980) es una astrónoma alemana que trabaja en el Instituto de Tecnología de Massachusetts. Su campo de estudio versa sobre la astrofísica estelar observacional.

## Carrera
Anna Frebel creció en Gotinga, Alemania. Después de terminar el instituto, estudió Física en Friburgo de Brisgovia. Continuó sus estudios en Australia, y obtuvo su Doctorado en el Observatorio del Monte Stromlo de la Universidad Nacional Australiana en Canberra. La Beca Postdoctoral A W. J. McDonald le llevó a la University de Texas en Austin en 2006 donde continuó sus estudios.
Desde 2009 hasta 2011, fue una Becaria Postdoctoral Clay en el Centro de astrofísica Harvard-Smithsonian en Cambridge (Massachusetts). Desde 2012, es una Profesora Asistente de Física en el Instituto de Tecnología de Massachusetts.
En 2003, Frebel descubrió la estrella HE 1327-2326 la cual es la estrella más deficiente en hierro, derivado de un tiempo muy poco después del Big Bang. En 2007, también descubiró la estrella gigante roja HE 1523-0901 la cual tiene cerca de 13.2 millones de edad.

## Premios y honores
- 2007: Premio Charlene-Heisler por mejor Doctorado en astronomía en 2006 en Australia[2]
- 2009: presentación de apertura del Festival de Ciencia XLAB, Göttingen
- 2009:  Premio Ludwig Biermann (Premio Joven Astrónomo) de la Sociedad Astronómica Alemana
- 2010: Premio Annie Jump Cannon de la Sociedad Astronómica Estadounidense[3]
- 2010: conferencista Lise Meitner, Gotinga[4] e Innsbruck
- 2011: Kavli Frontiers of Science Fellow, Academia Nacional de Ciencias

## Publicaciones (selección)
- Auf der Suche nach den ältesten Sternen (en alemán), Frankfurt am Main: Fischer, 2012.

- Sociedad Astronómica del Pacífico, New horizons in astronomy : Frank N. Bash Symposium 2007 : proceedings of a workshop held at the University of Texas, Austin, Texas, USA, 14–16 de octubre de 2007 (en inglés) San Francisco.